# Elettromotrici SFV gruppo 200
Le elettromotrici gruppo 200 della SFV di Roma sono state un gruppo di dieci rotabili costruiti nel 1915 per il servizio extraurbano sulla ferrovia Roma-Frosinone.

## Storia
In vista dell'attivazione del servizio ferroviario, attuata in tre tappe dal 1916 al 1918, la prima dotazione di materiale rotabile della linea viene fissata in dieci motrici per servizio extraurbano (401-410) e dieci per i servizi a carattere locale (201-210), entrambe a carrelli, dodici rimorchiate a due assi suddivise in due sottogruppi di sei per i servizi locali (011-016) ed extraurbani (021-026), quattro locomotori-bagagliaio a carrelli (1-4) e una dotazione di carri merci che giungerà nel 1920 a 215 rotabili operativi. Secondo il primo orario generale di servizio elaborato dalla società concessionaria il servizio ferroviario sull'intera linea prevedeva tre coppie di treni tra Roma e Frosinone esercitate con elettromotrice e due rimorchiate, due tra Roma e Genazzano (elettromotrice e rimorchiata) due tra Roma e Fiuggi (elettromotrice con una o due rimorchiate a seconda del periodo). Sulle diramazioni si effettuano cinque coppie sulla San Cesareo-Frascati, sette sul servizio locale di Fiuggi, sei tra Vico nel Lazio e Guarcino, due sulla tratta locale Madonna della Neve-Scalo di Frosinone, normalmente esercitate con una motrice 200 isolata, che può trainare una rimorchiata a Fiuggi nei periodi di maggiore richiesta. Il servizio locale di Roma, da Termini per Torpignattara e Centocelle (fermate: S. Bibiana, porta Maggiore, Barriera Prenestina, Istituto Farmacologico, Torpignattara, Scuole Comunali, Centocelle), si esercita con frequenze variabili tra i 40 e i 60 minuti con composizioni variabili.

## Meccanica
Di aspetto simile alle vetture del gruppo 400 sono costruite dalla Breda e dotate di una cassa con compartimenti di prima e terza classe separati da una cabina contenente l'equipaggiamento elettrico del rotabile. Ai compartimenti e alla cabina elettrica si accede mediante due porte scorrevoli per lato.

## Equipaggiamento elettrico
L'equipaggiamento di comando è costruito dalla Galileo Ferraris su licenza General Electric. Le vetture sono dotate di carrelli del tipo detto ad "aderenza massima" (maximum traction) con ruote motrici di 900 mm e ruote portanti di 635 mm di diametro. I due carrelli sono equipaggiati ognuno con due motori U175 da 70 CV connessi permanentemente in serie. Il sistema di avviamento è del tipo a comando indiretto tipo Sprague-General Electric, che consente la composizione di treni reversibili con due motrici in testa e in coda. Il circuito di comando, il compressore per il freno e il circuito di illuminazione della vettura sono alimentati a 800 V da un dinamotore collegato permanentemente alla linea aerea, che fornisce in origine anche la corrente di illuminazione per l'eventuale rimorchiata.  Le motrici non sono dotate di impianto di riscaldamento. La presa di corrente è inizialmente del tipo a due archetti tramviari, dei quali viene tenuto in presa quello posteriore al senso di marcia, anche se esiste una foto che mostra una 200 con entrambi gli archetti alzati.

## Servizio e modifiche

Una 200 e una rimorchiata urbana gruppo 050-073 al capolinea di Fiuggi Fonte

Un treno reversibile con due motrici 200 e una rimorchiata gruppo 080 intercalata

Destinate alle diramazioni dalla linea principale per Frascati e Guarcino e sui servizi locali di Fiuggi e Frosinone le 200 svolgono un servizio intenso normalmente isolate, occasionalmente (come il periodo estivo a Fiuggi) in composizione ad una rimorchiata urbana gruppo 050-070. Nel corso degli anni '20 i due archetti sono sostituiti con un pantografo e in gran parte delle motrici viene soppresso il compartimento di prima classe, al punto che negli anni '30 lo mantengono solo le vetture 201, 202 e 204. Nel 1926 sono montate sulle motrici le torrette con pertica per l'alimentazione del circuito di illuminazione a 1600 V della rimorchiata. Nel 1929, tutte le vetture sono dotate di impianto di riscaldamento elettrico funzionante alla tensione di linea
Nel 1948, sfruttando il comando multiplo Sprague-General Electric, le dieci vetture sono utilizzate nella formazione di cinque treni reversibili comprendenti normalmente una rimorchiata 080 intercalata a due motrici. Queste ultime sono modificate come segue:
- si eliminano i banchi di manovra e i fari sulle testate interne delle motrici;
- si eliminano le porte di intercomunicazione frontali, peraltro quasi mai utilizzate dal momento che dal 1926 in poi gli unici rimorchi trainati dalle 200 erano quelli urbani privi di tali porte;
- si elimina la presa di corrente da una delle due motrici per evitare che con i circuiti di comando alimentati dalla linea possa fare ponte sui sezionamenti (ad esempio su quelli presenti agli incroci con la rete tranviaria dell’ATAC): i tre rotabili sono collegati con un cavo di comando a 10 fili e un cavo di trazione per alimentare la motrice priva di presa di corrente;
- si aggiunge una terza condotta per il freno per collegare i serbatoi principali delle due motrici, ognuna delle quali mantiene il proprio compressore.[1]

Costruiti per evitare le manovre di spostamento della motrice ai due capilinea di Roma Laziali a Grotte Celoni i cinque treni fanno servizio fino al 1961, quando sono sostituiti coi treni bloccati ottenuti dalla ricostruzione di altro materiale. Sono state successivamente tutte demolite.